# Karangbandung
Karangbandung is een bestuurslaag in het regentschap Brebes van de provincie Midden-Java, Indonesië. Karangbandung telt 4388 inwoners (volkstelling 2010).